# The Chicago Way
The Chicago Way is de negentiende aflevering van het veertiende seizoen van de televisieserie ER, die voor het eerst werd uitgezonden op 15 mei 2008.

## Verhaal
Op de SEH wordt een dronken man binnengebracht, later blijkt dat hij het personeel in gevaar brengt. De patiënt zit in een getuigenbeschermingsprogramma en er zitten een aantal zware criminelen achter hem aan. Als zijn verblijfplaats bekend is bij deze criminelen proberen zij hem op de SEH te doden. De FBI besluit om hem over te plaatsen en dr. Pratt besluit om mee te rijden in de ambulance. Net nadat de ambulance is vertrokken gaat er een autobom af in de ambulance, waarbij de patiënt overlijdt en dr. Pratt en chauffeur zwaar gewond raken. 
Dr. Pratt heeft weer opnieuw gesolliciteerd naar de functie van hoofd SEH en heeft nu goede hoop op deze baan.
Dr. Gates maakt zich zorgen over de toekomst tussen hem en Taggart.
Dr. Kovac krijgt bezoek van dr. Moretti op zijn werk en dr. Moretti vraagt hem of hij zijn vrouw dr. Lockhart te vergeven. Dr. Kovac kan dit niet aan en het gesprek eindigt in een vuistslag van dr. Kovac naar dr. Moretti. 

## Rolverdeling

### Hoofdrollen
- Goran Višnjić - Dr. Luka Kovac
- Maura Tierney - Dr. Abby Lockhart
- Mekhi Phifer - Dr. Gregory Pratt
- Parminder Nagra - Dr. Neela Rasgrota
- John Stamos - Dr. Tony Gates
- Scott Grimes - Dr. Archie Morris
- David Lyons - Dr. Simon Brenner
- Leland Orser - Dr. Lucien Dubenko
- John Aylward - Dr. Donald Anspaugh
- Stanley Tucci - Dr. Kevin Moretti
- J.P. Manoux - Dr. Dustin Crenshaw
- Linda Cardellini - verpleegster Samantha Taggart
- Laura Cerón - verpleegster Nurse Chuny Marquez
- Angel Laketa Moore - verpleegster Dawn Archer
- Dinah Lenney - verpleegster Shirley
- Louie Liberti - ambulancemedewerker Bardelli
- Sam Jones III - ambulancemedewerker Chaz Pratt
- Troy Evans - Frank Martin
- Bresha Webb - Laverne St. John

### Gastrollen (selectie)
- Steve Buscemi - Art Masterson
- Michael Gaston - Rick
- Liza Lapira - Christine
- Hal Holbrook - Walter Perkins
- Jaxy Boyd - Shelby Crane
- Emerson Brooks - Gonzalez
- Rusty Burns - Gerry
- Susan Goodwillie - Marnie
- Brian David Jones - Jackson